# Zoarchias microstomus
Zoarchias microstomus är en fiskart som beskrevs av Arika Kimura och Jiang, 1995. Zoarchias microstomus ingår i släktet Zoarchias och familjen taggryggade fiskar. Inga underarter finns listade i Catalogue of Life.